# AMC Pacer
La Pacer est une automobile de la gamme compacte produite par le constructeur américain American Motors Corporation entre 1975 et 1980. Deux variantes de carrosserie furent produites : un coach bicorps appelée Sedan et à partir de 1977, un break appelé Wagon.
Son apparence très originale, en grande partie due à de grandes surfaces vitrées (37 % de la surface du modèle), lui vaudra de nombreuses critiques et surnoms tel que L'aquarium, mais aussi un engouement immédiat, pour les mêmes raisons.
D'un point de vue esthétique, la Pacer apparaît aujourd'hui comme un symbole des années 1970.

## Historique

### Cahiers des charges et développement

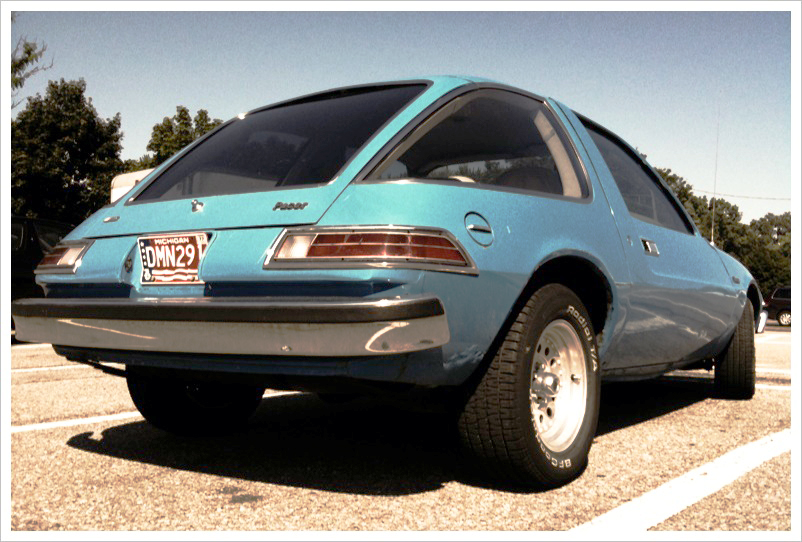
AMC Pacer Sedan

Le vice-président de la firme et designer, Richard Teague (en), décide en février 1971, avec l'aide de ses collaborateurs, d'élaborer une petite voiture maniable dont les dimensions intérieures offriraient à ses occupants un nouveau plaisir de rouler et un confort supérieur à la moyenne.
De nombreux dessins inédits seront élaborés et étudiés avant qu'une silhouette finale de la berline ne soit retenue.
Conçue pour apparaître futuriste, avec une forme très arrondie et une grande surface vitrée, la Pacer n'était pas conventionnelle pour l'époque.
Le vice-président d'American Motors Corporation, Gerald C. Meyers, avait pour but de développer une voiture unique en son genre : 
« everything that we do must distinguish itself as being importantly different than what can be expected from the competition »
— Hemmings classic car, mars 2005.
        
« … tout ce que nous faisons doit se distinguer pour être très différent de ce qui peut être attendu de la concurrence… »
La Pacer se distingue par une largeur inhabituellement importante, alors que la longueur du véhicule reste standard à sa catégorie, notamment grâce à un capot de petite taille, censé accueillir à l'origine un moteur Wankel à piston rotatif de faible dimension développé par General Motors dont le projet sera finalement abandonné.
Le modèle sera proposé lors de son lancement, avec deux motorisations bien connues chez AMC, deux 6 cylindres en ligne de 3,8 et 4,2 litres. Ils proposaient respectivement 90 et 95 ch, de faibles performances au regard du poids élevé de la Pacer. Les puissances des moteurs sont particulièrement faibles, compte tenu de leur cylindrée. Une caractéristique de la production américaine de l'époque, les moteurs avec de fortes cylindrées ayant été beaucoup modérés pour s'adapter aux normes antipollution naissantes aux États-Unis.
La Pacer dispose d'une autre particularité : une porte passager plus grande de 10 centimètres que la porte côté conducteur afin de faciliter l'accès aux places arrière.

### Commercialisation
Introduite sur le marché le 28 février 1975, la Pacer a l'ambition d'attirer des clients traditionnellement acheteurs de grosses voitures, dans un contexte de chocs pétroliers successifs.
La première année de production est un succès, 145 528 exemplaires sortiront des chaînes de montage, dont la moitié sont des Pacer X, version orientée sport.
La deuxième année, bien que les résultats soient toujours satisfaisants, montre une baisse significative des ventes, 117 244 modèles trouveront preneur.

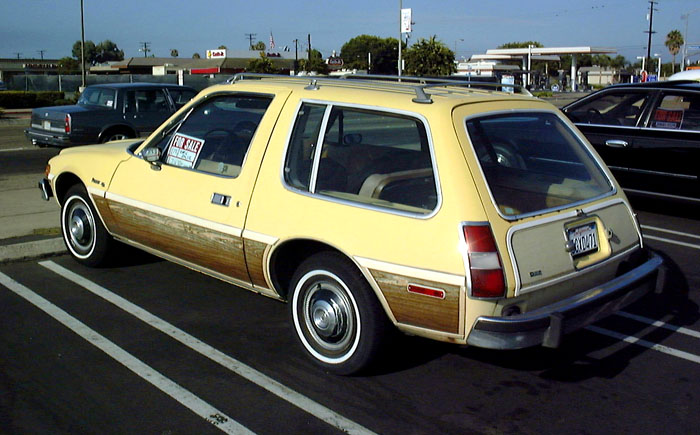
AMC Pacer Wagon

En 1977, une version break à la ligne plus conventionnelle appelée Wagon fait son apparition pour tenter de maintenir de bons chiffres de production. Cependant, les ventes de l'année suivante chutent malgré l'apport de cette variante. En effet, cette année-là, AMC, vendra deux fois plus de Wagon que de versions classiques de la Pacer.
Les raisons de cette vertigineuse chute s'expliquent en partie par la consommation de carburant démesurée des moteurs utilisés alors que le prix du pétrole est à la hausse.

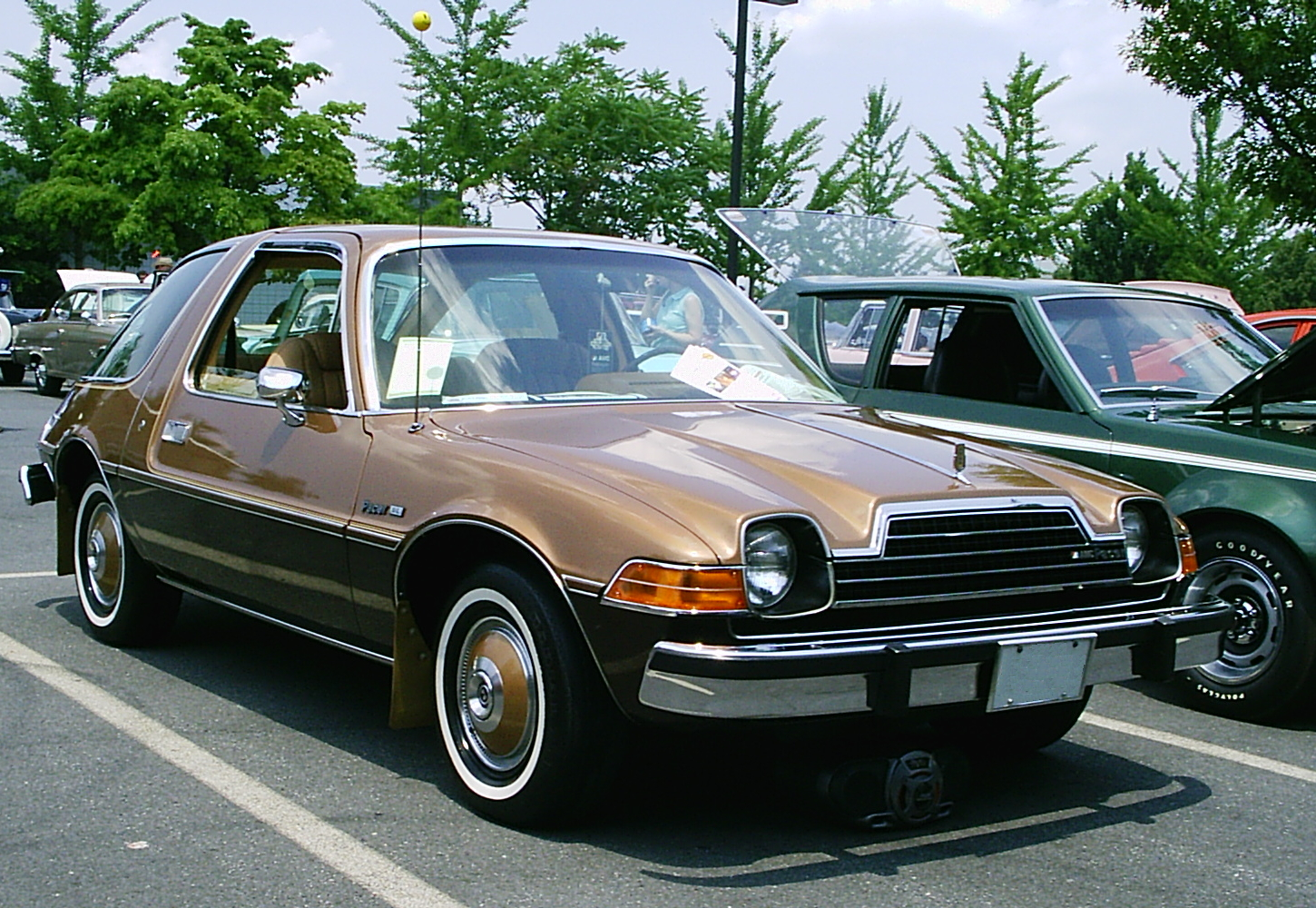
1979 AMC Pacer D/L Sedan restylée

Les ventes continuant à s'effondrer, la production de la Pacer est arrêtée en 1980. Le léger restylage de la calandre et l'apport d'un nouveau moteur V8 de 130 chevaux en 1978 ne feront que retarder l'échéance, les ventes seront anecdotiques. Seulement 3 528 exemplaires de la Pacer V8 seront écoulés.

#### Chiffres de production
| Année | Sedan   | Wagon  | V8    | Limited Package |
| ----- | ------- | ------ | ----- | --------------- |
| 1975  | 145 528 | N/A    | N/A   | N/A             |
| 1976  | 117 244 | N/A    | N/A   | N/A             |
| 1977  | 20 265  | 37 999 | N/A   | N/A             |
| 1978  | 7 411   | 13 820 | 2 514 | N/A             |
| 1979  | 2 863   | 7 352  | 1 014 | <2500           |
| 1980  | 405     | 1 341  | N/A   | <2500           |

#### Finitions
Dans la gamme des AMC Pacer, il existe trois niveaux de finition:

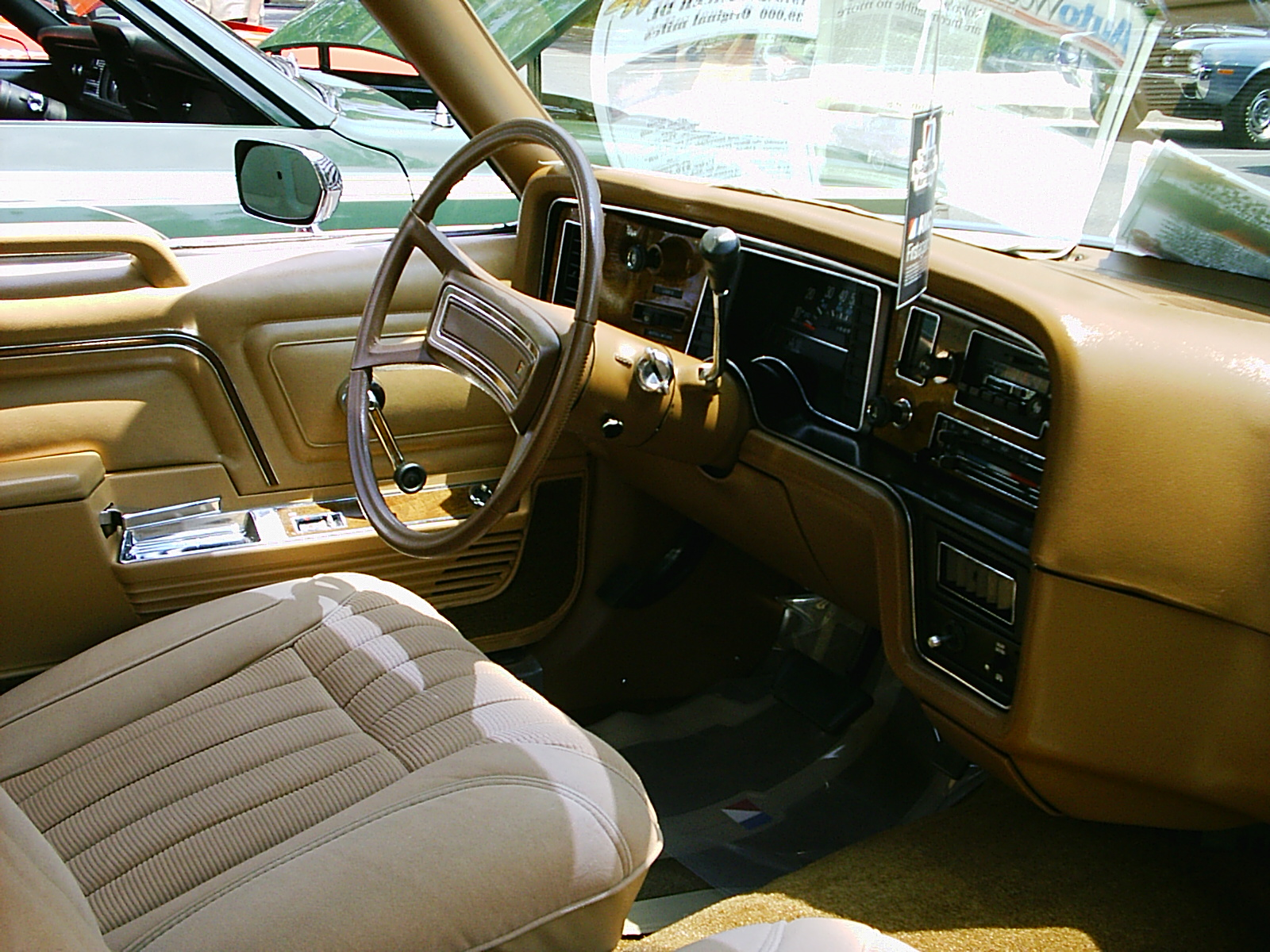
1979 AMC Pacer D/L

- X Package : disponible de 1975 à 1977 (également vendu en 1978 sous le nom de Sport Package), c'est la finition sportive de la Pacer. Elle comportait entre autres des sièges baquets en vinyle, un volant sport et des garnitures personnalisées. Une inscription « Pacer X » est présente sur la carrosserie.
- D/L Package : également disponible de 1975 à 1977, la finition De/Luxe deviendra la finition de base à partir de 1978. On y retrouve des sièges inclinables en tissus imprimés, des moulures et des garnitures supplémentaires, des enjoliveurs ou encore des incrustations de bois sur le tableau de bord. Une inscription « Pacer D/L » est présente sur la carrosserie.
- Limited : la version Limited est une version haut de gamme proposée de 1979 à 1980. Des sièges en cuir, le verrouillage centralisé, les vitres électriques ou encore une moquette de meilleure qualité sont disponibles avec cette finition. Une inscription « Pacer Limited » est présente sur la carrosserie.

#### Motorisations
La Pacer fut disponible avec trois moteurs essence différents : deux 6 cylindres en ligne de 3,8 et 4,2 litres ainsi qu'un V8 de 5 litres. En 1976, le changement de carburateur sur le 6 cylindres de 4,2 litres fait monter sa puissance à 120 ch.
| Essence           | Essence             | Essence   | Essence     | Essence                       | Essence                | Essence      |
| Modèle            | Cylindres/ Soupapes | Cylindrée | Carburateur | Puissance maxi                | Couple maxi            | Vitesse maxi |
| ----------------- | ------------------- | --------- | ----------- | ----------------------------- | ---------------------- | ------------ |
| AMC Pacer 232     | 6/12                | 3 801 cm3 | YF 1V       | 66 kW (90 ch) à 3 050 tr/min  | 230 N m à 2 200 tr/min | 160 km/h     |
| AMC Pacer 258     | 6/12                | 4 235 cm3 | YF 1V       | 70 kW (95 ch) à 3 050 tr/min  | 244 N m à 2 100 tr/min | 170 km/h     |
| AMC Pacer 258-2   | 6/12                | 4 235 cm3 | 2BBD        | 88 kW (120 ch) à 3 400 tr/min | 272 N m à 2 000 tr/min | 170 km/h     |
| AMC Pacer V-8 304 | 8/16                | 4 981 cm3 | 2BBD        | 96 kW (130 ch) à 3 200 tr/min | 323 N m à 2 000 tr/min | 180 km/h     |

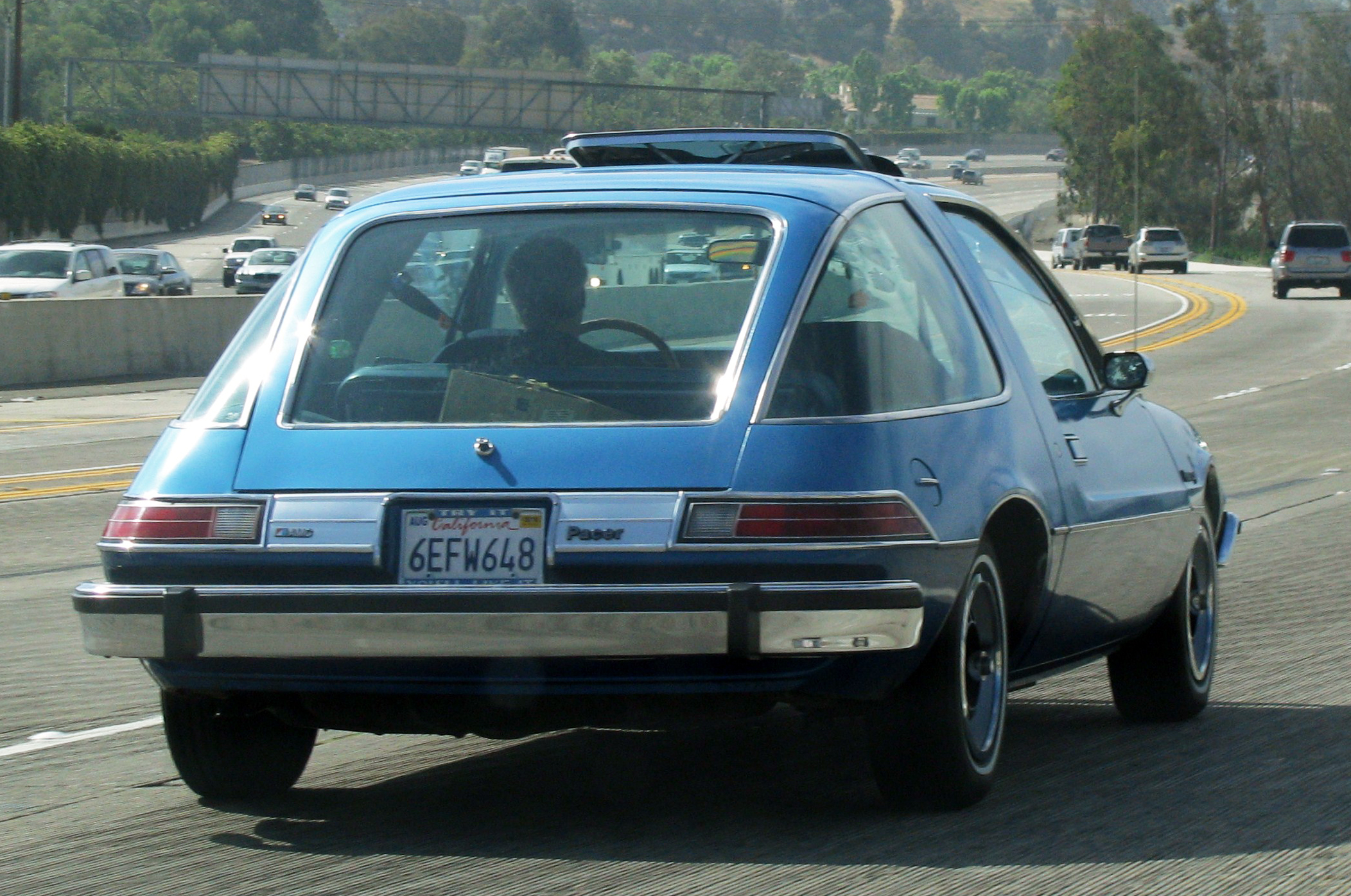
AMC Pacer Sedan

Tous les modèles sont également disponibles avec une boîte de vitesses automatique développée par Chrysler.
La Pacer V8 est vendue uniquement avec cette boîte automatique.

## Marchés d'exportation
En plus du marché nord-américain, la Pacer fut exportée au Mexique, par l'intermédiaire du constructeur local Vehiculos Automotores Mexicanos (VAM), ainsi que dans quelques pays d'Europe.

### Europe
Possédant un gabarit plus adapté au marché européen, la Pacer pouvait prétendre à une carrière honorable sur le vieux continent. Cependant, à cause d'un réseau de distribution très peu développé et des motorisations poussives et gourmandes, les ventes seront anecdotiques dans la plupart des pays européens. Les modèles importés en Europe possédaient des niveaux de finition plus élevés.

#### Royaume-Uni
Exclusivement disponibles avec un volant à gauche, les modèles d'importation devaient subir de lourdes modifications pour pouvoir être adaptés à une conduite à gauche. De ce fait, l'asymétrie des portes latérales perdait toute son utilité, la porte longue se trouvant du côté conducteur, laissant les autres occupants utiliser la porte étroite. Le quotidien britannique The Independent fit remarquer que la porte conducteur était si longue qu'il était pratiquement impossible de sortir des places de parking anglaises, typiquement confinées.

#### France
Vendue en France par l'intermédiaire de l'importateur Jean-Charles Automobiles, implanté dans le 16e arrondissement de Paris, la Pacer connaîtra un léger succès. Son image chic attirera quelques stars telles que Brigitte Bardot et Michel Drucker, assurant à la Pacer une publicité non négligeable mais éphémère.
La notoriété de la Pacer en France sera également accrue grâce au film L'Aile ou la Cuisse, sorti en 1976, dans lequel Coluche conduit une Pacer X Sedan.
Au total, près de 3 000 exemplaires de la Pacer seront vendus en France jusqu'en 1980.

### Mexique
La Pacer fut produite au Mexique par l'intermédiaire du constructeur automobile local Vehículos Automotores Mexicanos (VAM) de 1976 à 1979.
Le seul moteur utilisé a pour base un 6 cylindres en ligne d'origine AMC, modifié et construit par VAM. Celui-ci propose une cylindrée de 4 600 cm3 et développe une puissance maximale de 174 ch. Seule la version Sedan sera commercialisée.
En 1979, une luxueuse édition spéciale "Limited edition X" de 250 exemplaires sera construite, incluant de nombreuses options, comme la climatisation, un toit ouvrant ou encore une transmission automatique.

## Dans la culture populaire
Cette voiture originale a souvent été utilisée dans des films; notamment dans : L’Aile ou la Cuisse (1976), Un éléphant ça trompe énormément (1976), Mask (1985), Wayne’s World (1992), Beethoven (1992), Men In Black 2 (2002), Narco (2003), Starsky & Hutch (2004), Cars 2 (2011), Serre moi fort (2021).
Le couple de chanteurs français France Gall et Michel Berger en possédait une dans les années 80.
Elle fait également une apparition à la télévision dans Wheeler Dealers.
Une copie de cette voiture est disponible dans le jeu Grand Theft Auto V.
Dans le film Cars 2 (2011) l'un des antagonistes (Fred Pacer) est une Pacer anthropomorphe.